# Synagoga w Stambule

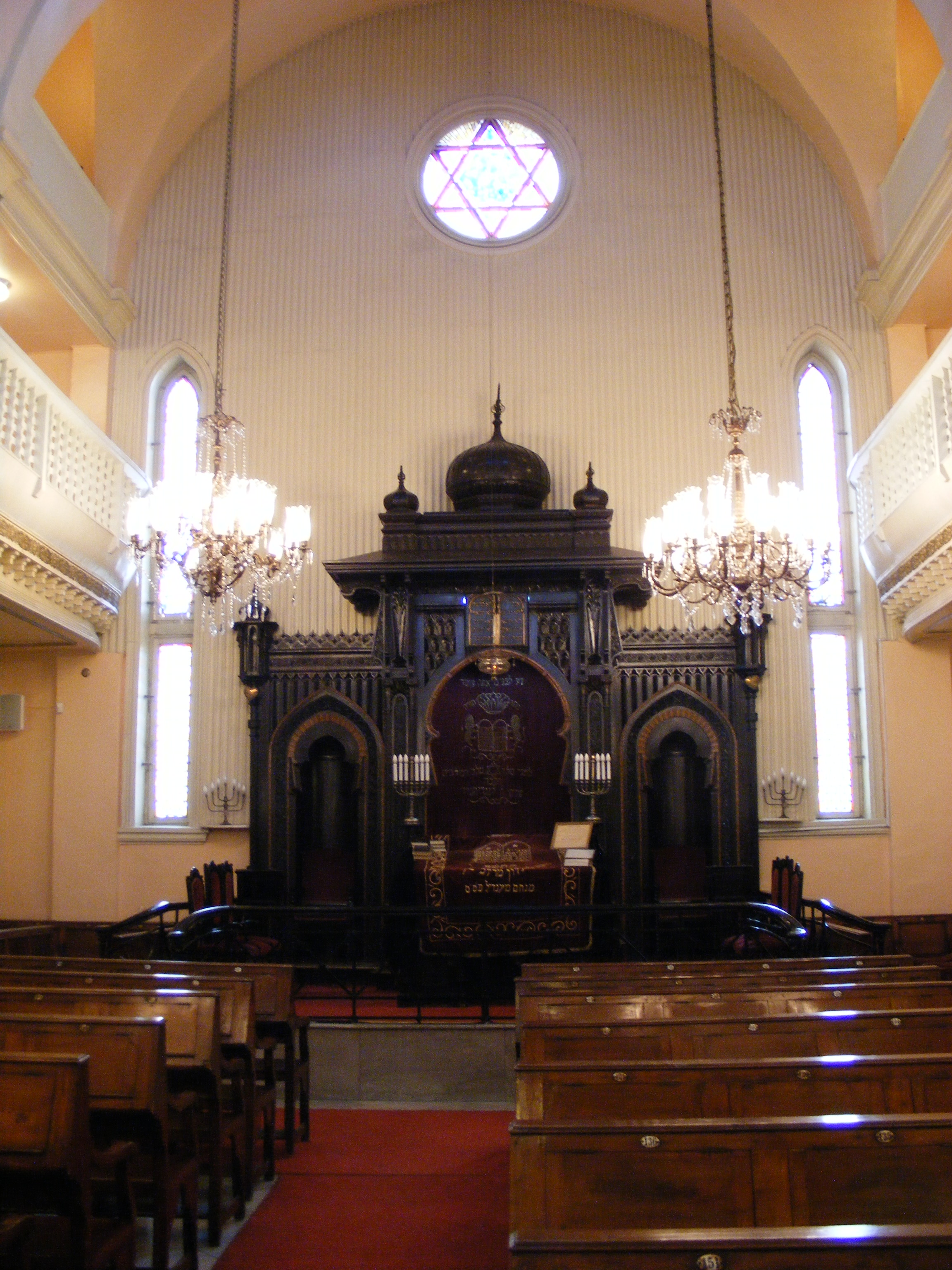
Wnętrze synagogi

Synagoga w Stambule – jedyna czynna aszkenazyjska synagoga znajdująca się w Stambule, w północnej części Złotego Rogu.
Synagoga została zbudowana w 1900 roku przez aszkenazyjskich Żydów pochodzących z Austrii. Jest obecnie jedyną z trzech synagog zbudowanych przez aszkenazyjczyków, przy czym ich populacja wynosi 4% wśród wszystkich Żydów zamieszkujących Turcję. Synagogę można zwiedzić tylko przed południem w dni robocze oraz podczas nabożeństw szabatowych.